# Igor Jurjewitsch Soroka
Igor Jurjewitsch Soroka (russisch Игорь Юрьевич Сорока; * 27. Mai 1991 in Tscherkessk) ist ein russischer Handballspieler.

## Karriere
Igor Soroka lernte das Handballspielen in Tscherkassk in der örtlichen Kinder- und Jugendsportschule, wo sein Vater ihn trainierte. Ab 2007 spielte der 1,80 m große Linksaußen für GK Wiktor Stawropol. 2010 wechselte er zu RGUFK-Medwedi Tschechow, der Reservemannschaft des russischen Serienmeisters. Von 2013 bis 2016 lief der Rechtshänder für GK Permskije Medwedi auf. Mit dem Team aus Perm nahm er dreimal am EHF-Pokal teil. Anschließend stand er beim ukrainischen Erstligisten HK Motor Saporischschja unter Vertrag, mit dem er 2017, 2018, 2019 und 2020 Meisterschaft und Pokal gewann. Mit Saporischschja trat er jede Saison in der EHF Champions League an. Ab 2020 stand er bei GK ZSKA Moskau unter Vertrag. Nachdem Soroka im Sommer 2022 seine Karriere beendet hatte, unterschrieb er im Dezember 2024 einen Vertrag beim russischen Verein SGAU-Saratowa.
Mit der russischen Nationalmannschaft nahm Soroka an der Europameisterschaft 2016 (9. Platz), an der Weltmeisterschaft 2017 (12. Platz), an der Europameisterschaft 2020 (22. Platz), an der Weltmeisterschaft 2021 (14. Platz) und an der Europameisterschaft 2022 (9. Platz) teil. Insgesamt bestritt er mindestens 81 Länderspiele, in denen er 221 Tore erzielte.